# 雅克·杜邦
雅克·杜邦（法語：Jacques Dupont，1928年6月19日—2019年11月4日），法国男子自行车运动员。他曾代表法国参加1948年夏季奥林匹克运动会自行车比赛，获得一枚金牌和一枚铜牌。